# مسرد مصطلحات نظرية الزمر
مسرد رياضي.

## ز
- زمرة أبيلية
- زمرة خارج القسمة
- زمرة متماثلة

## ع
- علاقة تكافؤ

## م
- مبدل رياضي
- مجموعة مولدة لزمرة